# Cordillera Azul nationalpark
Cordillera Azul nationalpark (spanska:  Parque Nacional Cordillera Azul ) är en nationalpark i mellersta Peru, i regionerna Loreto, San Martín, Huánuco och Ucayali.
Nationalparken är 1 353 190 hektar stor och blev nationalpark i maj 2001.